# 青空文庫
青空文庫（あおぞらぶんこ）は、日本の電子書籍サービス。著作権が消滅した作品や著者が許諾した作品を、電子書籍で公開し無料で提供している。学問・教養系の随筆や、純文学から児童文学系の小説まで、幅広い分野を取り扱っている。ボランティアにより運営されており、広告収入や基金、助成金などで成り立っている。

## 概要
富田倫生、野口英司、八巻美恵、らんむろ・さてぃの4人が呼びかけ人となって発足した。日本で著作権切れ作品をオンライン公開する動きの先駆者。2017年の年間アクセス数の合計は920万件以上であり、インターネット上の電子図書館として知られている。
作品はボランティアの手によりJIS X 0208漢字の範囲で青空文庫形式テキストファイルやHTMLとして電子化されている。また、「青空文庫収録ファイルの取り扱い規準」に従い自由に利用出来るため、その収録作品はパーソナルコンピュータのみならずタブレットやスマートフォンなどの環境でも利用されている。テキストファイルである事から、大きな文字で印刷したり、テキストを読み上げるソフトウェアと組み合わせるなど、視覚障害者向けとしても利用されている。
オンライン上では、横書きのXHTML版を直接閲覧するほか、公式の閲覧サービス「青空 in Browsers」や「えあ草紙・青空図書館」などで閲覧可能。運営から閲覧ソフトウェアを開発したり提供したりはしていないが、iOS・Androidともに専用閲覧アプリケーションがサードパーティによって開発されている。
青空文庫収録ファイルは楽天グループが運営する楽天Kobo（楽天Kobo電子書籍ストア）や、Amazon.co.jpが運営するAmazon Kindle（Kindleストア）向けにも再配布されている。

## 収録作品
大別して、著作権の保護期間が切れた作品（パブリックドメイン）及び著作権者が青空文庫への収録を求めた作品が収録されており、前者の明治期から昭和初期の作品が大部分を占めている。ジャンルは小説、詩歌、随筆といった文学のみならず、回想録、講演録、人物伝、追悼文、論文など幅広く収録されている。
ボランティアにより作品の入力・校正が行われるという収録方式上（後述）、一般的に有名であり、かつ、著作権が消滅している作品が必ずしも収録されているとは限らない。その反面、知名度の低い作品や復刊の可能性の低い作品であっても、著作権が消滅している作品であれば収録することが可能となっている。
収録されている主な作家は、日本人作家では夏目漱石（1916年没）、森鷗外（1922年没）、芥川龍之介（1927年没）、宮沢賢治（1933年没）、夢野久作（1936年没）、中島敦（1942年没）、太宰治（1948年没）、堀辰雄（1953年没）、坂口安吾（1955年没）、永井荷風（1959年没）、吉川英治（1962年没）、江戸川乱歩、谷崎潤一郎（各1965年没）、山本周五郎（1967年没）など、海外の作家ではエドガー・アラン・ポー（1849年没）、ハンス・クリスチャン・アンデルセン（1875年没）、小泉八雲（1904年没）、アーサー・コナン・ドイル（1930年没）、魯迅（1932年没）、アルベルト・アインシュタイン（1955年没）などが挙げられる。
2011年3月15日、収録作品数が1万点になった。

## 運営
青空文庫はボランティアで運営されており、閲覧は無料。開始当初サーバーはボイジャー (企業)から提供された。1998年から1999年にかけて富田らが作業ルールとマニュアルを決めた。
入力と校正はボランティアによって行われる。入力は底本を見ながらの手入力かスキャナーとOCRを使う方法で行われる。作品を入力する「入力者」と入力された作品を校正する「校正者」とは別々のボランティアが担当する。入力者が入力を完了したファイルは「点検グループ」が青空文庫の注記形式に沿っているかチェックして校正可能な状態に整える。その後、校正者が校正を申請すると、点検グループが校正するファイルを校正者に送り、校正者が校正を完了するとファイルが校正履歴と共に点検グループに送り返される。最後に、点検グループが送られたファイルと校正履歴をチェックし、作品の公開日を設定して青空文庫の新着情報のページで公開される。
2013年8月に創設者の一人である富田が亡くなったことを機に、青空文庫への継続的な支援を目的とした「本の未来基金」が設立された。しかし2015年現在はエンジニアが不在の状態でのサーバ運用を余儀なくされており、サーバ自体も老朽化が問題になっている。このため同年5月に「『Code for 青空文庫』アイデアソン」が開催され、今後のシステム運用についての意見交換が行われた。その後同イベントを母体に、システム管理やコード改修などを行う「aozorahack」プロジェクトが立ち上がっている。

## 青空文庫形式
テキストファイルを青空文庫に収録する際にテキストファイルが従わなければならない書式のことを青空文庫形式という。
青空文庫形式は、テキストファイルとして多くの環境で読む事ができるように規格化されている。できる限り底本の忠実な再現を目指しているが、改行や挿絵などの情報は原則として含まれない。
青空文庫形式に対応しているテキストビューアやテキストエディタもあり、ルビや傍点などの再現も可能である。また、これらのテキストビューアでは本来の青空文庫形式に含まれない挿絵の情報を挿入したり、縦書き表示にしたりすることも可能であり、テキストを読みやすくするための様々な機能が用意されている。これらのソフトウェアに関しては有料・無料問わず色々なものがある。

### ルビの表記
ルビの表記は ｜と《》によって表現される。ルビを《》で囲んだり｜でルビのかかる文字列を特定するのは、視覚障碍者読書支援協会（BBA）の原文入力ルールに合わせたものである。
青空｜文庫《ぶんこ》
とあれば、「ぶんこ」というルビが「文庫」についていることを示す。
本日は晴天《せいてん》なり。
のように、仮名と漢字の間に｜が入る場合は｜を省略することも出来る。
｜ブルースカイ《青空》
のように、仮名にルビを強制的に振る時に使用することもある。

### 入力者注
底本の再現の補助として入力者注の形式も定められている。
これ［＃「これ」に傍点］を、使って下さい。
喉を掻き※［＃「てへん＋劣」、第3水準1-84-77］《むし》って
のように傍点を入れたり、JIS X 0208漢字に含まれない旧字や外字などを説明したりする時などに使われることが多い。

## 著作権保護期間延長への対応
2003年以降、米国政府は「年次改革要望書」を通じ、日本政府に対して著作権の保護期間を「個人の場合は死後70年・法人の場合は公表後95年」に延長することを要求している。これを受けて文化庁は、2007年中に文化審議会著作権分科会で結論を得ると表明した。保護期間を延長する法改正がなされた場合、青空文庫は改正法の施行から最短でも20年間は新規の作品登録が困難になるおそれがあるため、2005年1月1日付けで反対声明を公表した。さらに、2007年1月1日からは同趣旨の請願署名を開始した。
日本国外ではその時点で、エリック・エルドレッドやオーストラリアのプロジェクト・グーテンベルクの活動が著作権保護期間延長によって困難になってきていた。青空文庫が延長反対を表明し、請願署名をおこなったのも、そうした前例を受けてのことである。
2015年10月5日に大筋合意に達した環太平洋経済連携協定（TPP）の中に著作権の保護期間延長を求める条項が含まれており、妥結の結果法改正が行われると青空文庫の活動にも影響が生じることから、今後を懸念する意見も出た。
その後、上記のTPPに対応した改正著作権法が成立し、2018年12月30日より施行された。これに伴い、法改正がなければ2019年にパブリックドメインになるはずだった、1968年死去の著作者による作品の公開は20年後まで延期となった。青空文庫ウェブサイトでは2019年1月1日付で、公開を予定しながら法改正により延期した著作者28人のリストを掲載した。1月10日に関係者などが開いた「著作権延長後の世界で、我われは何をすべきか」というシンポジウムでは、保護期間でも著作者の同意のある作品や著作権者不明作品の公開も検討対象となっていることが報告された。